# Rio Jaibara
Rio Jaibara är ett vattendrag i Brasilien.   Det ligger i delstaten Ceará, i den östra delen av landet, 1 600 km nordost om huvudstaden Brasília.
Omgivningarna runt Rio Jaibara är huvudsakligen savann. Runt Rio Jaibara är det ganska tätbefolkat, med 185 invånare per kvadratkilometer.